# Łozki (przystanek kolejowy)
Łozki (biał. Лозкі, ros. Лозки) – przystanek kolejowy w miejscowości Łozki, w rejonie kalinkowickim, w obwodzie homelskim, na Białorusi. Leży na linii Homel - Łuniniec - Żabinka.